# Stefania Pawlak
Stefania Pawlak (ur. 16 października 1908 r. w Trześni, zm. 7 maja 2002 r. w Mielcu) – polska nauczycielka, działaczka społeczna, związana z miastem Łęczna.

## Życiorys
Stefania Pawlak urodziła się jako córka rolników Józefa i Antoniny.
Od dzieciństwa marzyła o zawodzie nauczycielki. W 1929 ukończyła żeńskie seminarium nauczycielskie. Rozpoczęła pracę jako nauczycielka w Rzeczycy Księżej, gdzie pracowała do 1935 r.
W 1935 r. uległa wypadkowi, upadając z ruszającego pociągu, jej obie nogi uległy zmiażdżeniu. Po wypadku zrezygnowała z przyznanej jej renty chorobowej i kontynuowała pracę w zawodzie nauczyciela.
W 1936 r. rozpoczęła pracę nauczycielki w szkole w Łęcznej i kontynuowała ją również w trakcie II wojny światowej, m.in. prowadząc naukę na tajnych kompletach. W czasie wojny angażowała się w pisanie listów do więźniów obozów na prośbę rodzin uwięzionych, przewoziła paczki do przetrzymywanych w więzieniu na lubelskim zamku.
W 1950 r. została powołana na stanowisko kierownika szkoły podstawowej w Łęcznej, które piastowała aż do przejścia na emeryturę w 1974 r. Dzięki jej staraniom rozbudowano budynek szkoły podstawowej o nowe skrzydło, zainicjowała również budowę szkoły "Tysiąclatki". 
W 1975 r. założyła Towarzystwo Przyjaciół Ziemi Łęczyńskiej, którego została pierwszym prezesem. Kierowała jego pracami do 1981 r.
Autorka opracowań na temat historii, zwyczajach, przemysłu i spółdzielczości w Łęcznej. Jak mówiła sama o sobie, spisała wszystkie tajemnice tego miasta. Autorka fotografii pokazujących historyczne przemiany miasta. Prywatną kolekcję obiektów historycznych związanych z miastem przekazała na potrzeby Muzeum Regionalnego w Łęcznej. W Łęcznej nazywana była Panią Kierowniczką.
W 1981 wyjechała z Łęcznej i przeprowadziła się do swoich rodzinnych stron w powiecie mieleckim.
Zmarła 7 maja 2002 r. w wieku 93 lat w Mielcu. Została pochowana na cmentarzu parafialnym w Chorzelowie.
Jej imieniem nazwano jedną z ulic w Łęcznej. 

## Odznaczenia
- Srebrny Krzyż Zasługi[1]
- Krzyż Kawalerski Odrodzenia Polski[1]